# Euphyia sandosaria
Euphyia sandosaria là một loài bướm đêm trong họ Geometridae.